# شهرستان چیتندن (ورمانت)
شهرستان چیتندن واقع در ایالت ورمانت است. جمعیت این شهرستان بر اساس سرشماری سال ۲۰۱۰ آمریکا ۱۵۶۴۵۴ نفر گزارش شده‌است. مرکز شهرستان چیتندن، شهر برلینگتن است.این شهرستان در تاریخ ۲۲ اکتبر ۱۷۸۷ بنیانگذاری شده‌است. چیتندن پرجمعیت‌ترین شهرستان ورمانت است.